# 建隆
建隆（けんりゅう）は、北宋の太祖趙匡胤の治世に行われた、宋朝最初の元号。960年 - 963年。

## 西暦等との対照表
| 建隆 | 元年   | 2年    | 3年    | 4年    |
| 西暦 | 960年  | 961年  | 962年  | 963年  |
| 干支 | 庚申   | 辛酉   | 壬戌   | 癸亥   |
| 遼   | 応暦10 | 応暦11 | 応暦12 | 応暦13 |

## 出来事
- 建隆元年
  - 正月1日 : 新年祝賀のおり、遼と北漢が兵を合わせて侵攻との報が入り、周朝は殿前都点検の趙匡胤を派兵。
  - 正月4日 : 陳橋の変。趙匡胤、開封に戻り、後周の恭帝から禅譲を受けて皇帝に即位。
  - 正月5日 : 国号を宋とし、建隆と建元。
- 建隆2年
  - 7月9日 : 杯酒釈兵権。
- 建隆4年
  - 5月13日 : 荊南が宋に降る。
  - 4月10日 : 建隆応天暦が施行される。
  - 11月16日 : 乾徳と改元。

## 峻豊
高麗の光宗が峻豊なる年号を建てたとする説は誤りで、峻豊は建隆の避諱にすぎない。建隆の建は太祖王建の建を避けて峻とし、隆は世祖王隆建の隆を避けて豊としたものである。